# Tridensa rotunda
Tridensa rotunda är en nässeldjursart som beskrevs av Hissman 2004. Tridensa rotunda ingår i släktet Tridensa och familjen Rhodaliidae. Inga underarter finns listade i Catalogue of Life.